# Elecciones estatales de Berlín de 2001
La elección estatal de Berlín de 2001, se llevó a cabo el 21 de octubre de 2001, para elegir a los miembros de la Abgeordnetenhaus (Cámara de Diputados) de Berlín.

## Temas y campaña
La elección de 2001 fue una elección prematura. En junio de 2001, la gran coalición bajo la administración de Eberhard Diepgen (CDU) se había roto después de un escándalo sobre el líder parlamentario de la CDU Klaus-Rüdiger Landowsky: Había sido el CEO de un banco hipotecario público, al mismo tiempo y, en este papel, había llegado a un acuerdo con dos hombres, que habían donado dinero a la organización estatal berlinesa de la CDU. Este escándalo le costó a la ciudad de Berlín varios miles de millones de euros. El SPD abandonó la coalición, que había gobernado Berlín desde 1990, y formó un gobierno interino con los Verdes, que carecía de una mayoría parlamentaria y fue apoyado por los socialistas del PDS. Klaus Wowereit se convirtió en Alcalde después de un voto de censura constructivo contra Eberhard Diepgen el 15 de junio. La Cámara de Diputados votó a favor de su autodisolución.
La campaña fue ampliamente influenciada por el mal estado de las finanzas públicas y el "escándalo bancario" de Klaus-Rüdiger Landowsky. La CDU nominó a Frank Steffel de 35 años de edad a la alcaldía y se concentró en el temor ante una participación de los ex-comunistas del PDS en el gobierno y en asuntos de seguridad, sobre todo después del 11 de septiembre de 2001. El estilo de las campañas negativas fracasó en contra de la CDU.

## Resultados
Los resultados fueron:
| Partido | Partido                                   | Votos     | Porcentaje de votos (cambio) | Porcentaje de votos (cambio) | Total de escaños (cambio) | Total de escaños (cambio) | Porcentaje de escaños |
| ------- | ----------------------------------------- | --------- | ---------------------------- | ---------------------------- | ------------------------- | ------------------------- | --------------------- |
|         | Unión Demócrata Cristiana (CDU)           | 385,692   | 23.8%                        | -17.0%                       | 35                        | -41                       | 24.8%                 |
|         | Partido Socialdemócrata de Alemania (SPD) | 481,772   | 29.7%                        | +7.3%                        | 44                        | +2                        | 31.2%                 |
|         | Partido del Socialismo Democrático (PDS)  | 366,292   | 22.6%                        | +4.9%                        | 33                        | +0                        | 23.4%                 |
|         | Alianza 90/Los Verdes (GRÜNE)             | 148,066   | 9.1%                         | -0.8%                        | 14                        | -4                        | 9.9%                  |
|         | Partido Democrático Liberal (FDP)         | 160,953   | 9.9%                         | +7.7%                        | 15                        | +15                       | 10.6%                 |
|         | Die Republikaner (REP)                    | 21,836    | 1.3%                         | -1.4%                        | 0                         | +0                        | 0.0%                  |
|         | Die Grauen – Graue Panther (GRAUE)        | 22,093    | 1.4%                         | +0.3%                        | 0                         | +0                        | 0.0%                  |
| Otros   | Otros                                     | 36,634    | 2.2%                         | -1.0%                        | 0                         | +0                        | 0.0%                  |
| Total   | Total                                     | 1,623,338 | 100.0%                       |                              | 141                       | -28                       | 100.0%                |

## Post-elección

Resultados de escaños - SPD en rojo, los Verdes en verde, PDS en morado, FDP en amarillo, CDU en negro.

La CDU sufrió enormes pérdidas, de las que todos los otros partidos pudieron beneficiarse, pero el gobierno en minoría provisional del SPD y los Verdes no había conseguido la mayoría. Las políticamente posibles opciones para la formación de un gobierno eran una renovada gran coalición, una coalición semáforo entre el SPD, el FDP y los Verdes, o una coalición roja-roja del SPD y el PDS. Debido a que la gran coalición estaba rota hace cinco meses y una cooperación del PDS (sucesor del Partido Socialista Unificado de la Alemania Oriental) era vista como inoportuna, el SPD entró en negociaciones con los Verdes y el FDP. Estas negociaciones fracasaron, oficialmente debido a problemas financieros. Por lo tanto, Wowereit justificó la coalición con el PDS como la única posibilidad restante. La agenda de la nueva coalición (la segunda en un estado alemán después de Mecklemburgo-Pomerania Occidental), consistió en su mayoría en los cortes estrictos del gasto público.